# Église Notre-Dame-de-la-Nativité de La Turballe
Pour les articles homonymes, voir Église Notre-Dame-de-la-Nativité.
L'église Notre-Dame-de-la-Nativité, également appelée église de Trescalan, est un lieu de culte catholique de style néo-roman situé sur la commune de La Turballe, dans le département français de la Loire-Atlantique.

## Présentation
L'église Notre-Dame-de-la-Nativité (jadis Notre-Dame-de-la-Miséricorde) est érigée sur le coteau de Guérande, dans le quartier de Trescalan. À ses 70 mètres de hauteur s'ajoutent les 45 m d'altitude de sa base. La plateforme est accessible par un escalier de 110 marches (en pierres et en colimaçon pour la partie inférieure, puis en bois et sous forme d'échelle pour la partie supérieure). Dominant la rade du Croisic, elle offre une perspective à 360 degrés sur le paysage s'étendant de l'estuaire de la Loire à celui de la Vilaine en passant par les marais de Brière. Avant d'y accéder, un premier palier permet de découvrir la voûte de la charpente. Le clocher ouvre à la visite le 28 juillet 1990.

## Historique

### Origines
Jusqu'au XVIIe siècle, faute de lieu de culte, les habitants de la frairie de Trescalan et des hameaux voisins se rendent aux offices religieux à la collégiale Saint-Aubin de Guérande, distante de près de deux lieues, le plus souvent à pied, par des chemins mal entretenus.
Une première chapelle, Notre-Dame de la Miséricorde, ouvre au culte à Trescalan en 1703 après cinq années de travaux. Sa construction répond aux demandes répétées des habitants auprès  des moines de l'abbaye Saint-Sauveur de Redon, de qui relève les lieux. Une première réponse favorable datée du 29 juillet 1695 leur avait été faite. Faute de démarrage des travaux, et en raison des vives protestations que cela entraîne, un second accord en date du 21 juillet 1698 leur est signifié. Vouée au culte de sainte Apolline, invoquée notamment pour soulager les maux de dents, cette première chapelle frairiale est bâtie au sommet du coteau surplombant La Turballe. Chaque 22 septembre, les paroissiens récitaient le chapelet et chantaient un cantique en l'honneur de la sainte.
La chapelle reçoit en 1787 le droit de disposer de fonts baptismaux et d'y chanter les vêpres les jours de fêtes. Les habitants réclament cette même année sa restauration et la création d'une paroisse indépendante, qu'ils justifient par la dégradation du lieu de culte en raison du manque d'entretien et par l'accroissement de la population. Des travaux de remise en état sont entrepris, mais c'est toujours un vicaire de Guérande qui célèbre la messe. La grogne monte. En 1840, un presbytère est édifié, il subira deux agrandissements successifs rendus nécessaires par l'accroissement du nombre de prêtres pour les besoins ecclésiastiques et scolaires. Le 20 octobre 1847, Louis-Philippe prend une ordonnance à Saint-Cloud créant la nouvelle paroisse de Trescalan, l'émancipant de celle de Guérande à laquelle elle était jusque-là rattachée. Cette nouvelle paroisse préfigure la future commune de La Turballe, qui sera créée le 17 mai 1865 par partition du territoire guérandais.
La chapelle frairiale devient l'église paroissiale de Trescalan mais petite et vétuste, elle n'est plus à la hauteur de son nouveau statut et n'est plus digne ni de la foi ni de l'identité de ses habitants. Le conseil municipal de Guérande, présidé par le maire Louis de Morat, décide par conséquent en séance du 2 novembre 1852 de la remplacer par une nouvelle église, celle que nous connaissons actuellement. L'architecte, M Faucheux, réalise les plans dans le style monumental néo-roman en vogue à la fin du XIXe siècle et dresse le devis, s'établissant à 28 233,75 francs. Le conseil de fabrique, fort d'un budget de 14 000 francs obtenu par souscription, sollicite l'aide financière du conseil municipal de Guérande, en spécifiant qu'en tout temps et toute circonstance, il s'opposerait à toute tentative de séparation pour ériger Trescalan en commune distincte. Après examen de l'ensemble des éléments, le conseil municipal considère « qu'il est juste et de bonne raison que la caisse commune contribue, dans la limite de ses ressources, à une œuvre utile à une partie de la population ».
Il s'ensuit un cahier des charges décrivant la construction de l'édifice et ses modalités de paiement. Ces dernières prévoient un règlement en neuf acomptes, le dernier concernant le clocher. Les travaux peuvent débuter.

### Construction
Le premier curé de la paroisse, l'abbé Cheminant, à la tête du conseil de fabrique, s'implique beaucoup dans ce projet : il sollicite les aides financières, loue des carrières, emploie des ouvriers, suit le chantier. La tradition orale rapporte que les enfants de l'école des frères implantée dans le quartier de Kerigeole aident à la construction en transportant des pierres pendant leur temps libre dans un chariot bas à quatre roues.
Les travaux, qui débutent dès 1852, progressent de manière très inégale selon les années, les phases d'accélération succédant aux phases de ralentissement, suivant notamment le déblocage des fonds. La construction de l'église n'est pas encore achevée lorsque La Turballe est érigée en commune distincte en 1865. Le conseil municipal de Guérande refuse par conséquent de continuer à financer les travaux. Le curé Cheminant se voit contraint d'appliquer la clause concernant le clocher, afin d'en diminuer le coût, ce qui aura pour effet de lui donner une tout autre allure que celle prévue initialement : le grand clocher pointu figurant sur les plans de M Faucheux se transforme dans les faits en une courte toiture à huit pans couverte d'ardoises et surmontée d'une croix.
L'église compte deux ex-voto sous forme de maquettes de bateaux en bois sculpté et peint fixées à la nef. Ces maquettes représentent :
- un trois-mâts de guerre dédié au pape Pie IX, construit à ses heures perdues par Jean-Marie Crequer, dit frère Victor, des écoles chrétiennes de La Mennais. Sa fabrication a débuté le 2 novembre 1861, elle a été placée dans l'église la veille de Pâques 1863, puis regréée en 1865[5]. Le buste de Pie IX orne la proue du navire, qui fixé au plafond de l'église le 1er avril 1865[8].
- un trois-mâts de commerce dédié à Sainte-Anne armé de 76 canons répartis sur deux ponts et deux canons de retrait.

Les deux maquettes sont inscrites au titre des monuments historiques par la conservation départementales des antiquités et objets.
Une fois achevé en 1871, l'édifice religieux respecte les codes d'une architecture typiquement bretonne. Le chemin de croix est installé ultérieurement, en 1879. Les deux premières cloches sont mises en place en 1889, les deux autres en 1891.

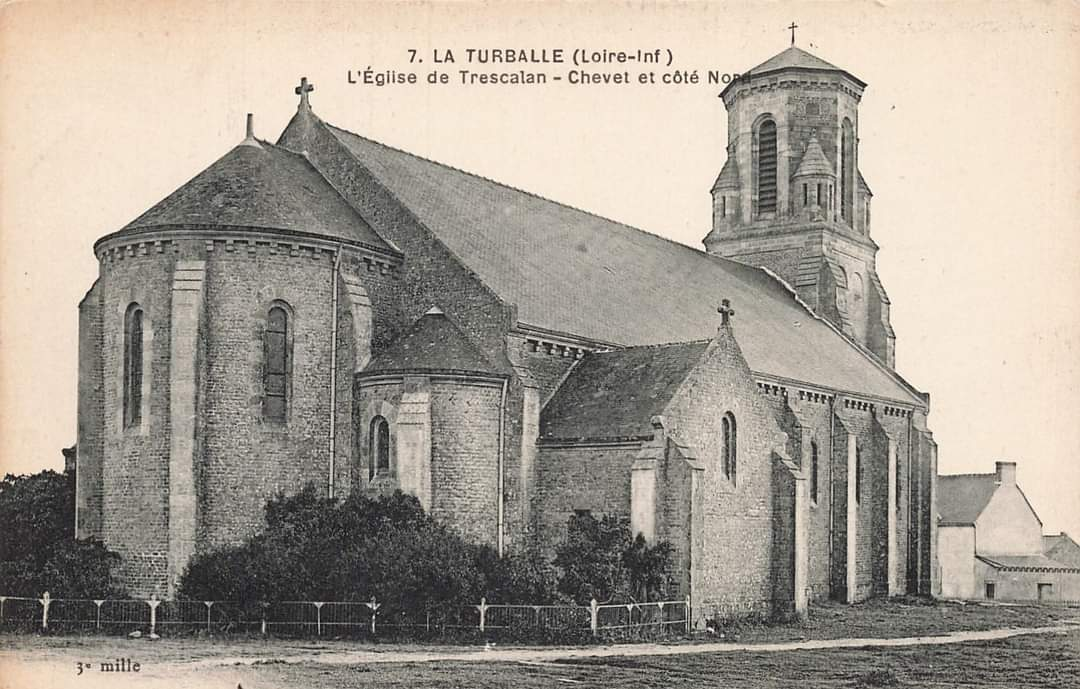
Photo ancienne montrant le clocher surmonté d'un toit d'ardoise
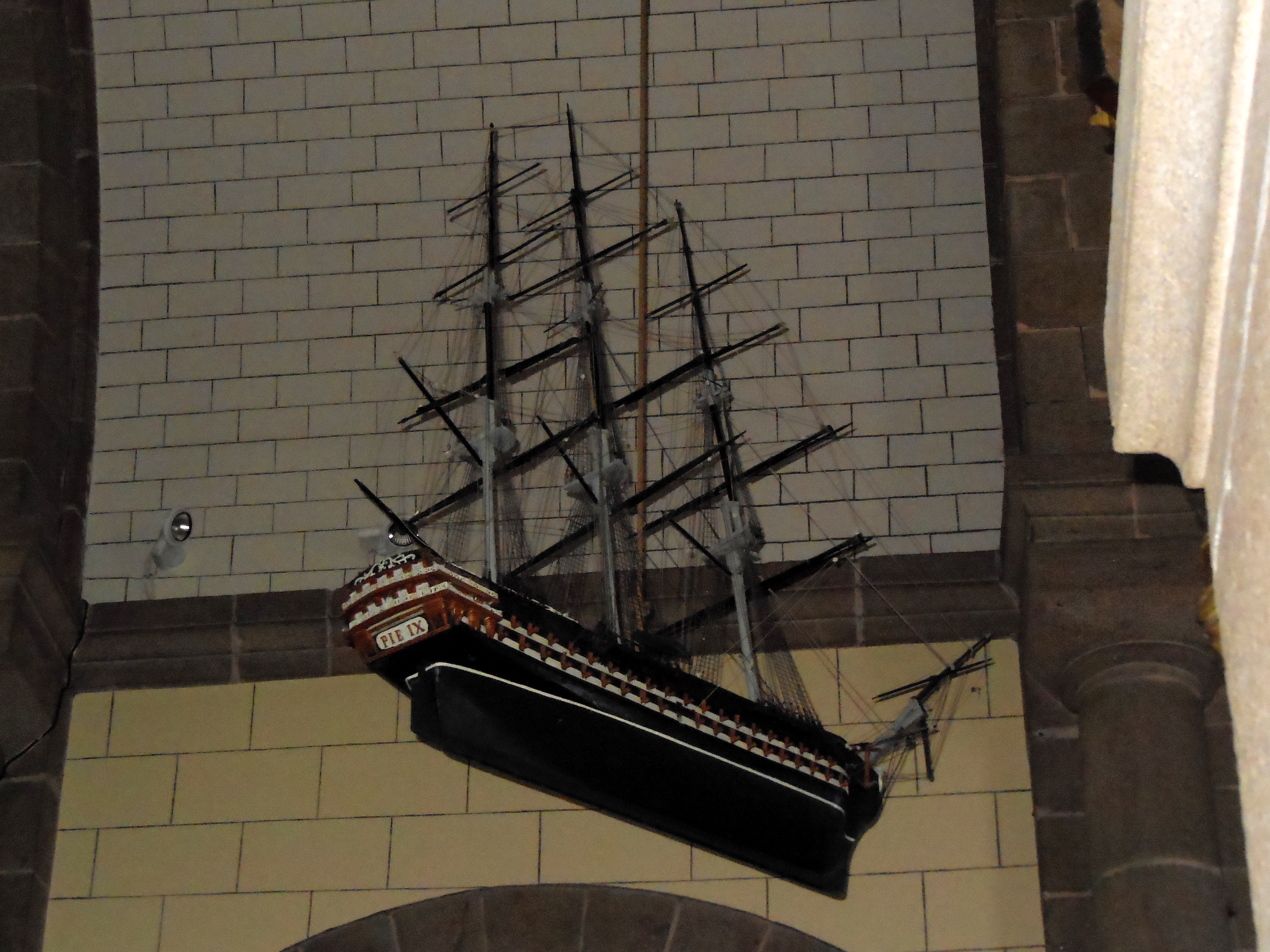
Bateau votif dédié à Pie IX, pape au moment de la construction de l'église
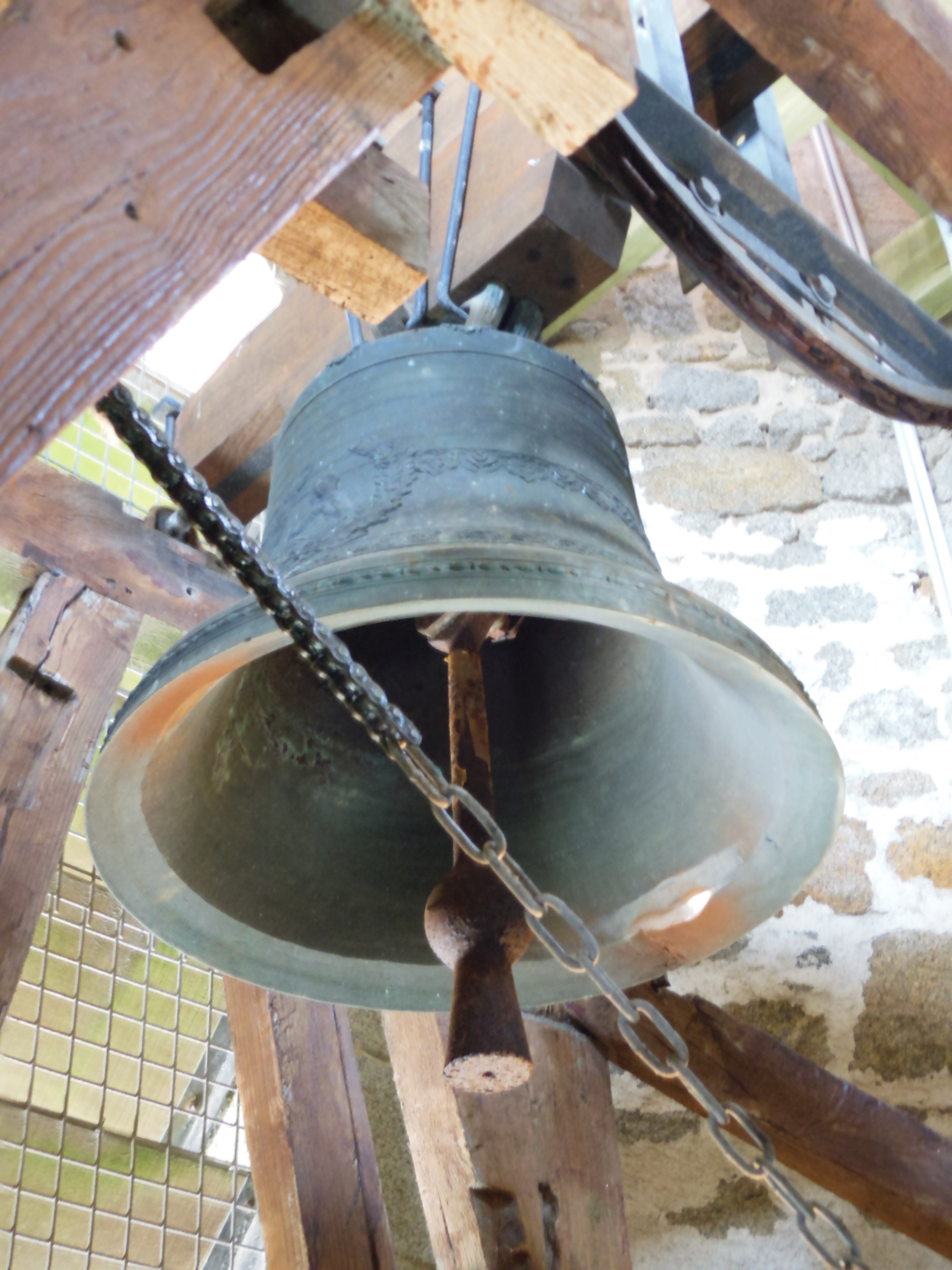
Une des quatre cloches des fonderies Astier (Nantes)
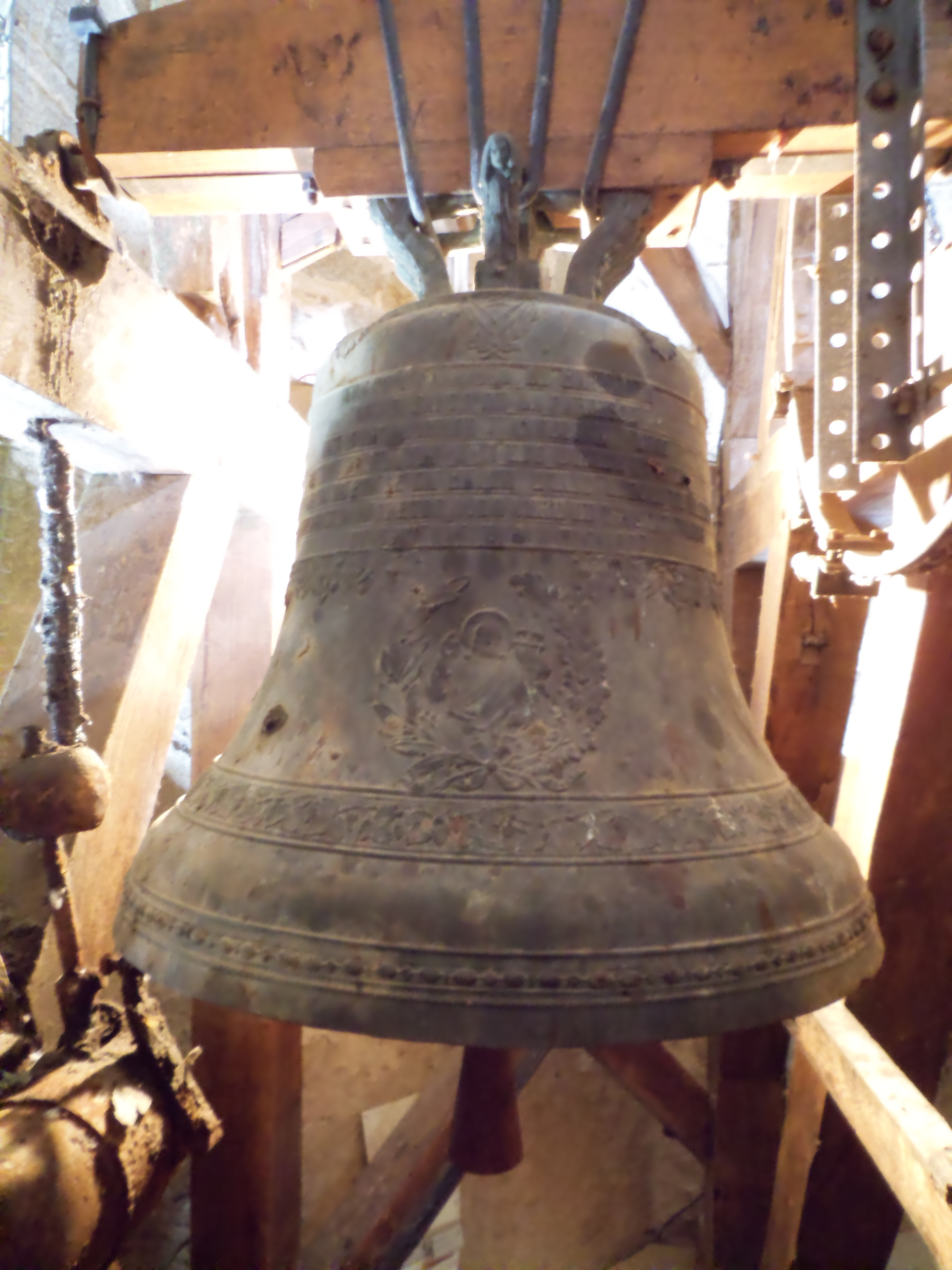
Une autre cloche

### Événements
Le 28 mai 1931, un début d'incendie provoqué par un violent orage se déclare dans l'église. Il est vite maîtrisé par les riverains, notamment Jean Guénézan.
En 1936, une violente tempête déplace la charpente du clocher. Menaçant de tomber, elle est démontee le 15 mars 1937 par l'entreprise Édouard Élain. Fin 1938, décision est prise de la remplacer par une plateforme en béton. Cette même année, une deuxième église est bâtie sur la commune, l'église Sainte-Anne, dans le quartier du port de La Turballe.
Les travaux de béton sont réalisés par l'entreprise Jubé de Guérande, la pose des escaliers, de type meunier, par Édouard Élain et son ouvrier, assistés de deux soldats français stationnés rue du Four pendant la drôle de guerre. Avant cela, l'accès n'était possible que jusqu'aux cloches et grâce à la pose d'échelles.
Quand vient l'occupation allemande, l'armée nazie évacue tout le bourg de Trescalan et utilise à compter de 1941-42 la plateforme récemment achevée comme poste de surveillance avec une pièce d'artillerie, jusqu'au 8 mai 1945. La paroisse de La Turballe est finalement créée le 12 août 1950 et c'est l'église Sainte-Anne qui en devient le siège. La tenue du concile Vatican II, entre 1962 et 1965, ne remet pas en cause le mobilier traditionnel, notamment la chaire, qui est maintenu en l'état dans l'église de Trescalan.
La place de l'église accueille jusqu'au milieu du XXe siècle la kermesse paroissiale, au cours de laquelle les écoliers présentent leur spectacle. Des jeux de chamboule-tout, roue de la fortune, enveloppes surprises, tir à la corde animent la journée autour de la buvette.
Le Jour du seigneur, messe télévisée sur France 2, est diffusé le dimanche 16 août 2020 depuis l'église Notre-Dame de la Nativité à La Turballe.

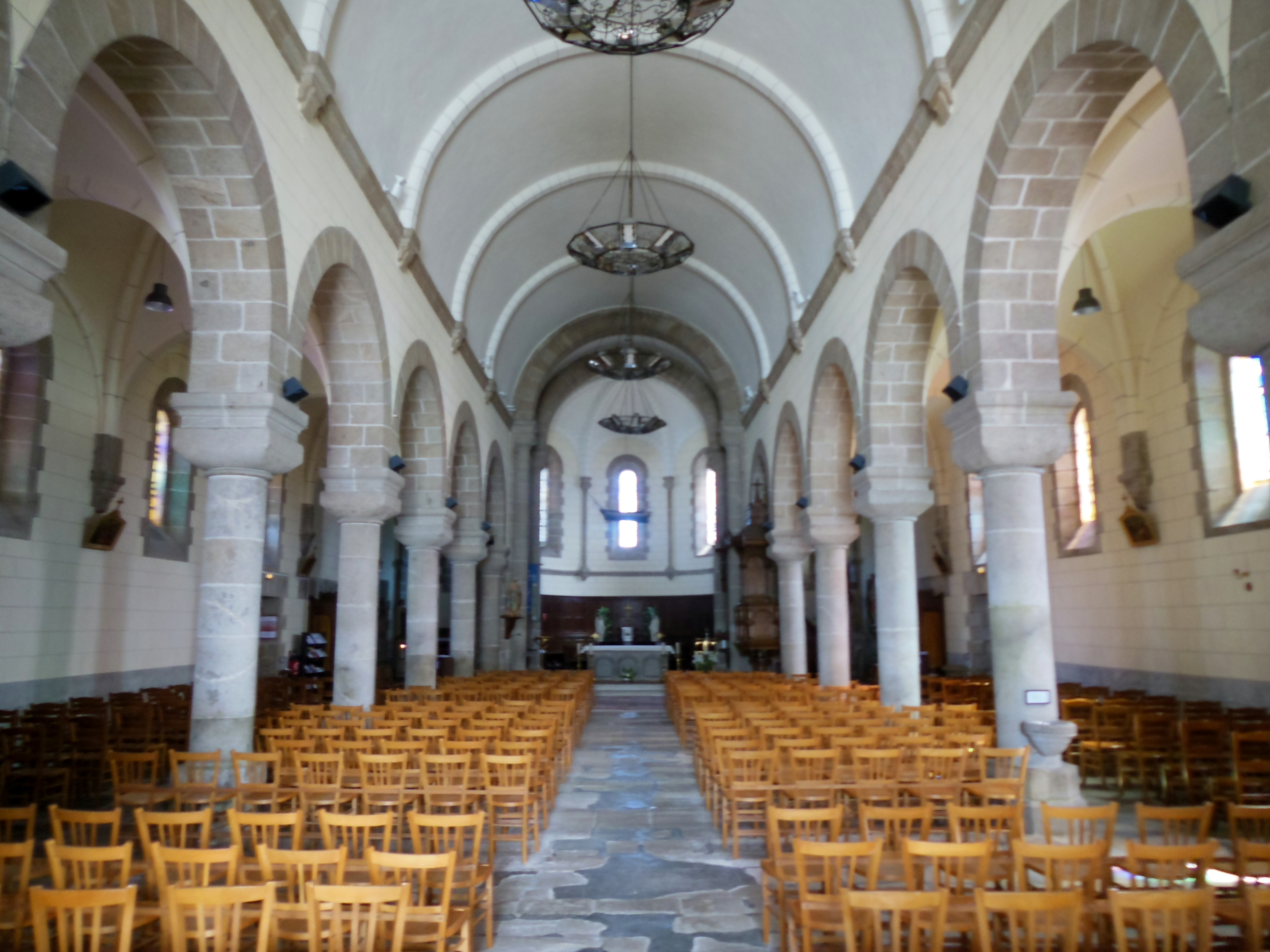
La nef
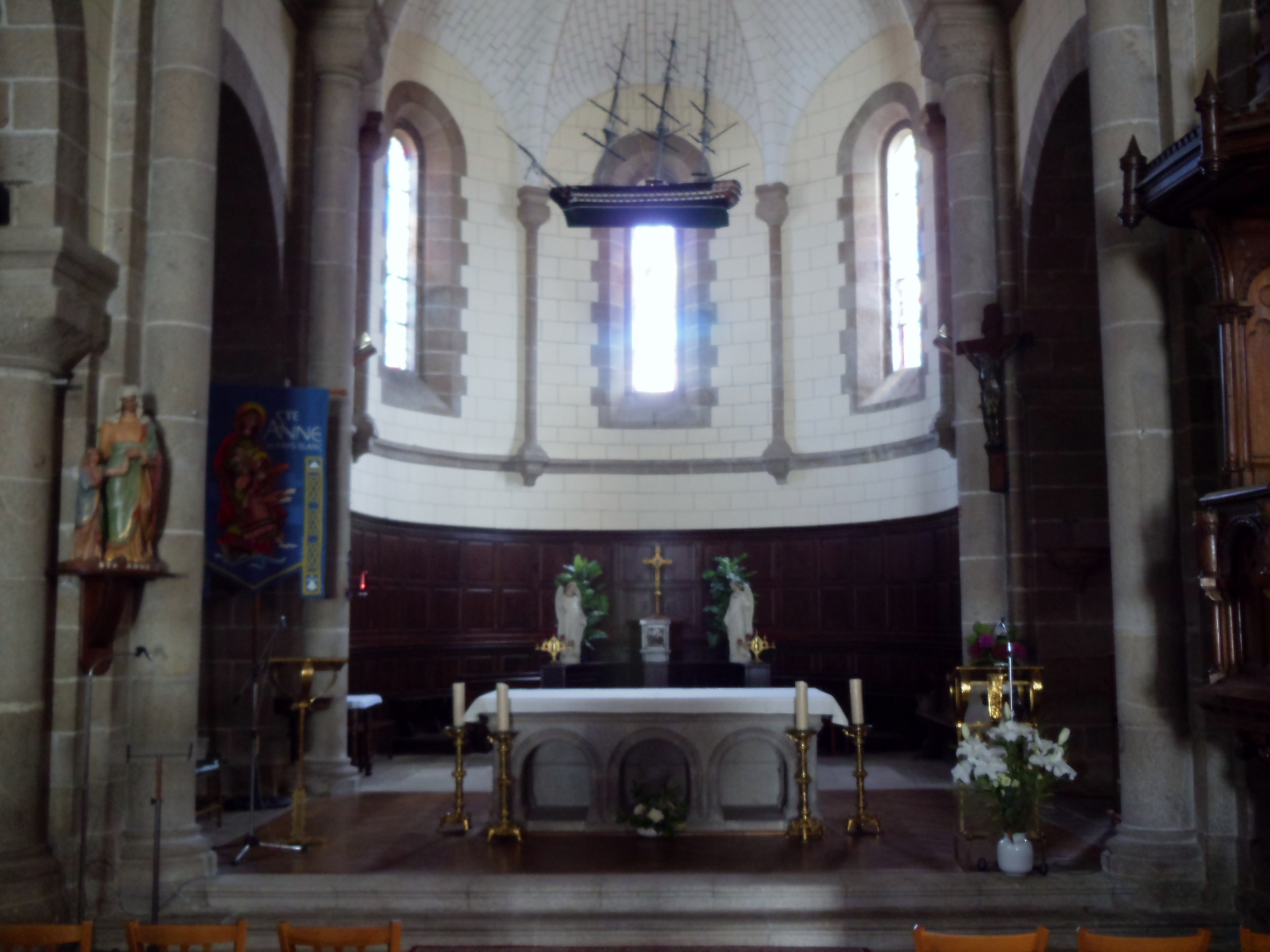
Le chœur
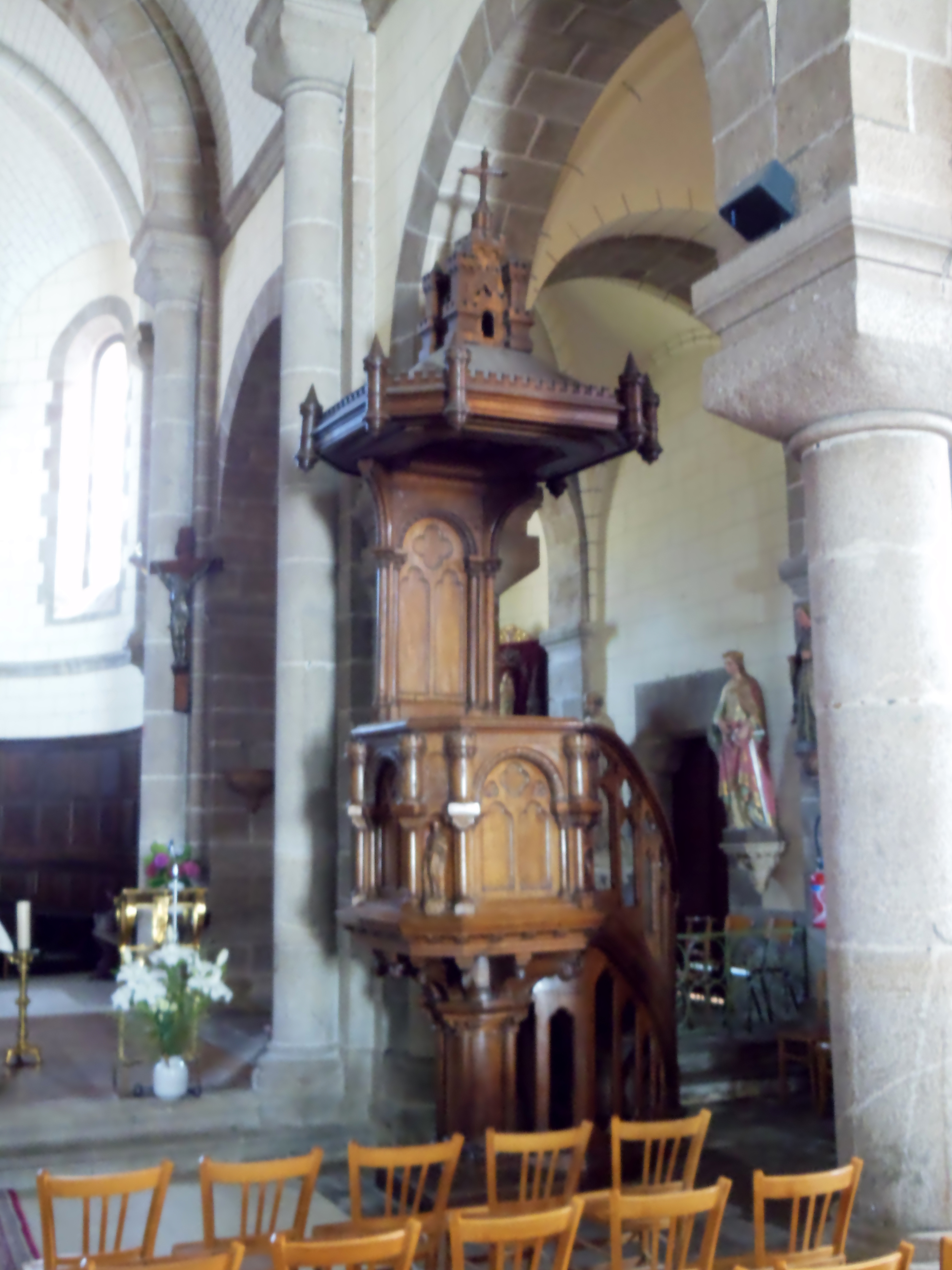
La chaire
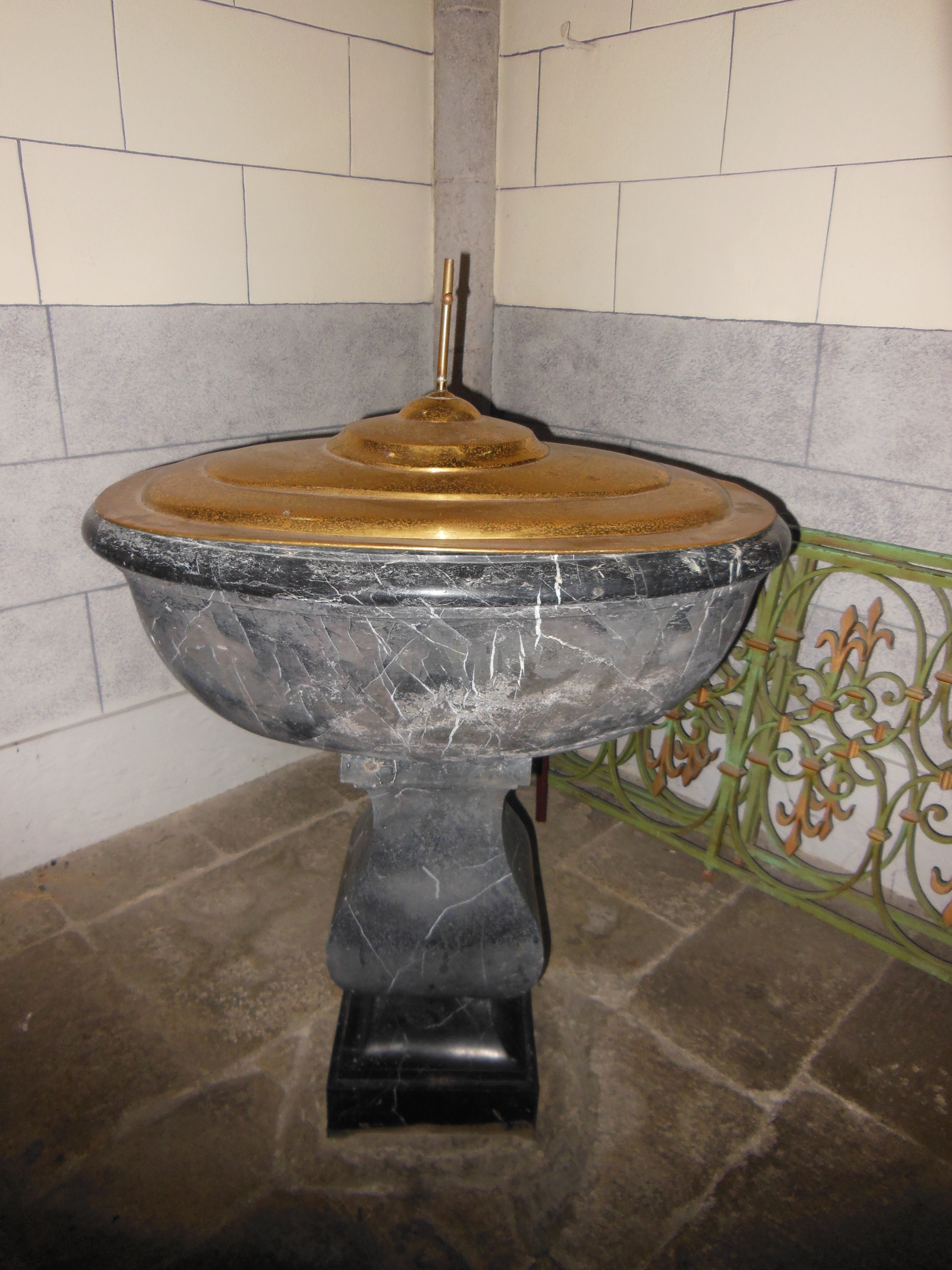
Fonts baptismaux
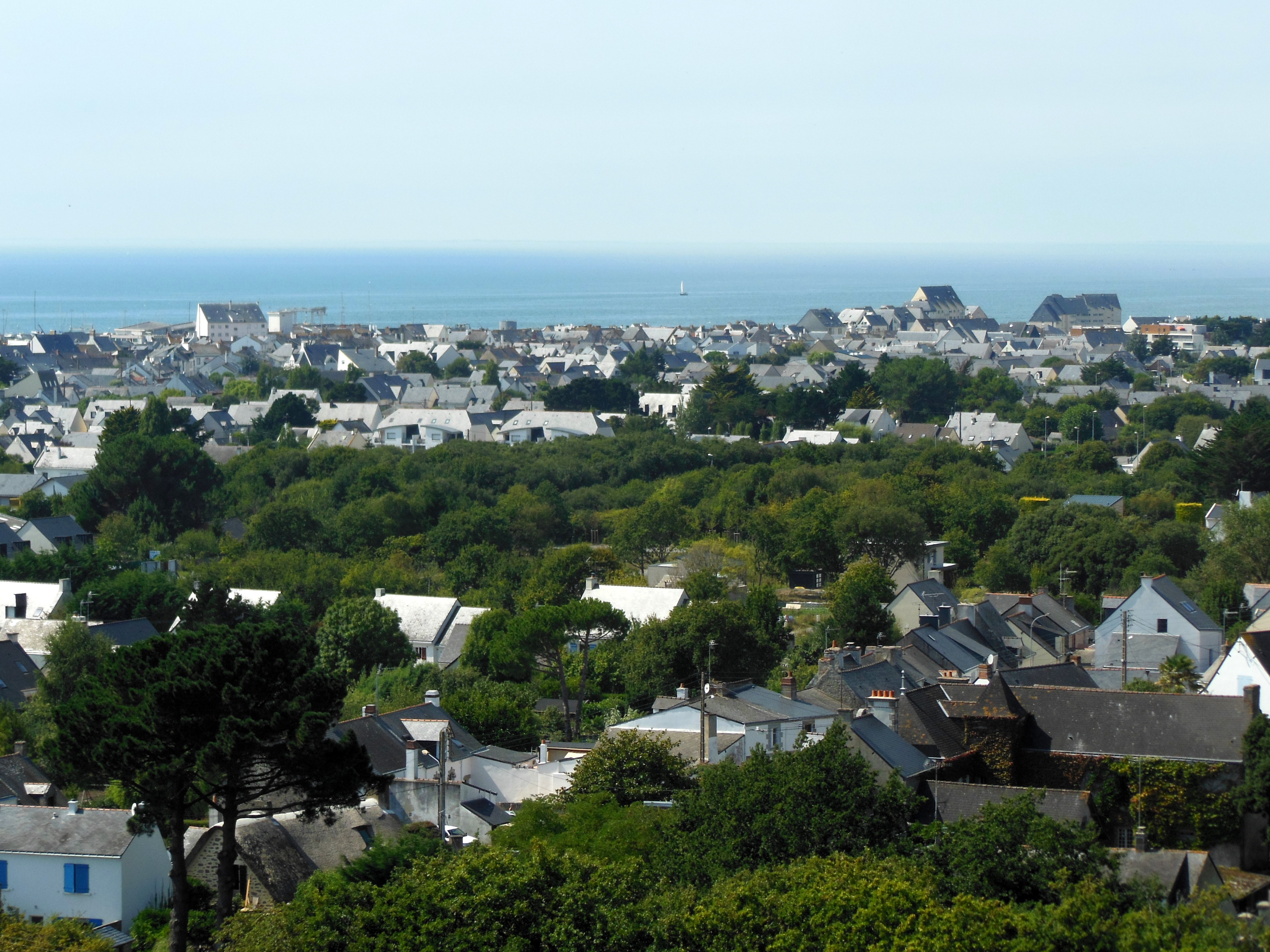
Vue depuis le clocher sur le quartier du port de La Turballe et la rade du Croisic

### Autres éléments notables
Statues

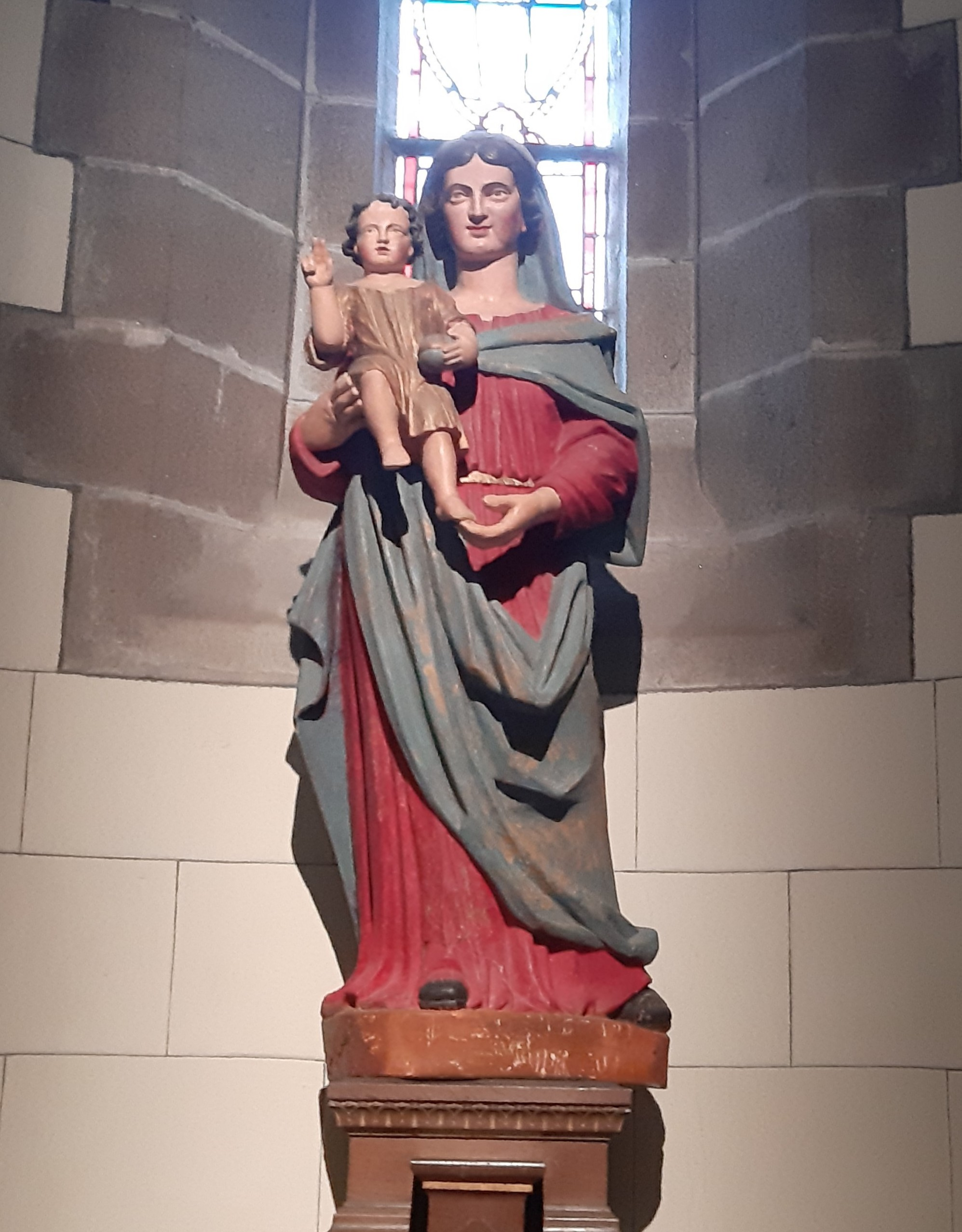
Statue Notre-Dame de Brandu, en bois polychrome, datant des années 1512 et restaurée en 1982. Cette statue provient d'une chapelle aujourd'hui disparue du quartier de Brandu
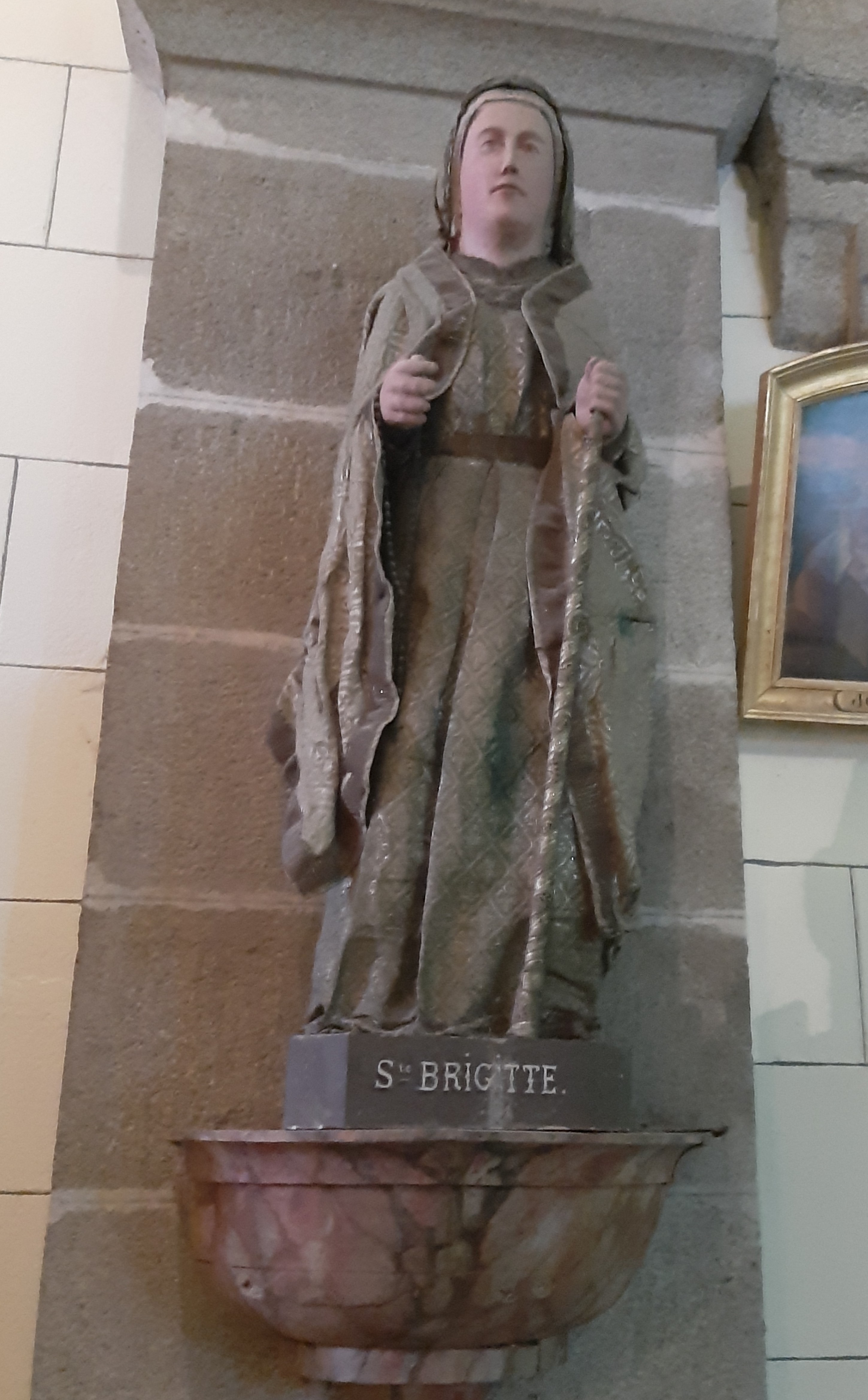
Statue en bois polychrome habillée de sainte Brigitte, parmi les plus anciennes de l'église
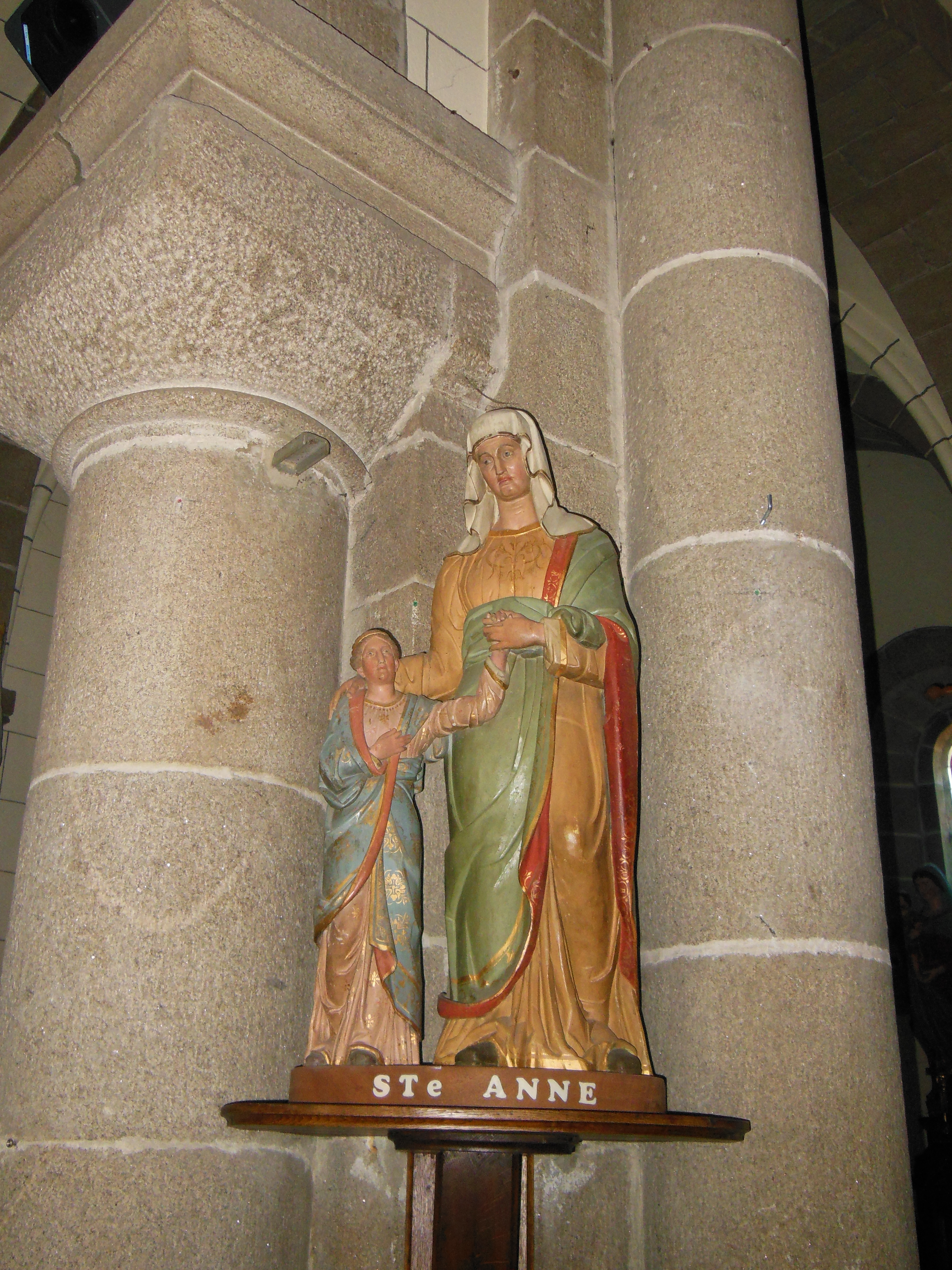
Statue de sainte Anne

Couronne
L'église possède une couronne de mariée classée monument historique en 1979 et de nos jours exposée à la mairie. Cette couronne de bronze est, selon la tradition du XIXe siècle, un cadeau de la duchesse Anne de Bretagne en 1505 à Trescalan, alors qu'elle en aurait offert une en or à Guérande et une autre en argent à Saillé, toutes deux disparues pendant la Révolution française. Elle est composée de onze médaillons rectangulaires portant alternativement une fleur de lys et un cabochon où s'enchâssent des pierreries. Les médaillons sont reliés par des charnières à goupille. Selon un rite ancien, cette couronne était louée et portée par les mariées afin de solenniser leur union.

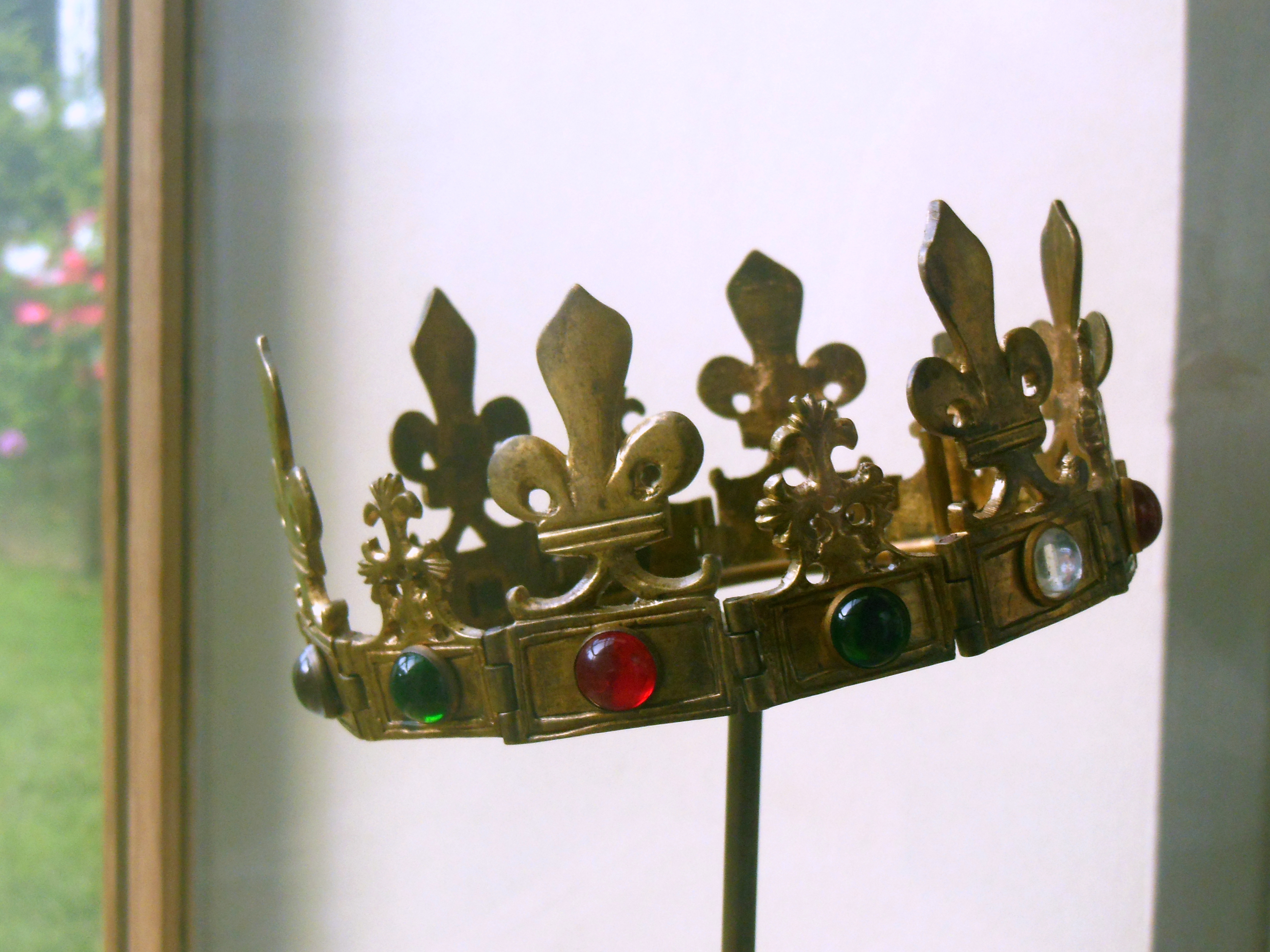
Couronne en bronze doré à fleurs de lys incrustée de cabochons offerte en 1505 par la duchesse Anne de Bretagne à la frairie de Trescalan